# Liste des mandements
La liste des mandements ou châtellenies recense de manière non exhaustive l'ensemble des mandements ou châtellenie ayant existé au Moyen Âge sur le territoire de la France actuelle. Ces châtellenies furent ensuite regroupées en Bailliage

## Liste
| Mandement ou châtellenie  | Centre de la châtellenie                  | Ancienne province                      | Bailliage               | Commune actuelle           | Département    | Région                     | Note |
| ------------------------- | ----------------------------------------- | -------------------------------------- | ----------------------- | -------------------------- | -------------- | -------------------------- | --- |
| Saint-Symphorien-d'Ozon   |                                           |                                        |                         | Saint-Symphorien-d'Ozon    | Rhône          | Rhône-Alpes                | |
| Saint-Pierre-de-Chandieu  | Château de Saint-Pierre-de-Chandieu       |                                        |                         | Saint-Pierre-de-Chandieu   | Rhône          | Rhône-Alpes                | |
| Saint-Laurent-de-Mure     | Château de Saint-Laurent-de-Mure          |                                        |                         | Saint-Laurent-de-Mure      | Rhône          | Rhône-Alpes                | |
| Azieu                     | Château de Mathan ou Bastie d'Azieu       |                                        |                         | Genas                      | Rhône          | Rhône-Alpes                | |
| Meyzieu                   | Château de Meyzieu                        |                                        |                         | Meyzieu                    | Rhône          | Rhône-Alpes                | |
| Vaulx-en-Velin            |                                           |                                        |                         | Vaulx-en-Velin             | Rhône          | Rhône-Alpes                | |
| Jonage                    | Château de Jonage                         |                                        |                         | Jonage                     | Rhône          | Rhône-Alpes                | |
| Anthon                    | Château d'Anthon                          |                                        |                         | Anthon                     | Isère          | Rhône-Alpes                | |
| Heyrieux                  | Château du Bourg                          |                                        |                         | Heyrieux                   | Isère          | Rhône-Alpes                | |
| Vénissieux                |                                           |                                        |                         | Vénissieux                 | Rhône          | Rhône-Alpes                | |
| Peyrins                   | Château de Châteauroux ou Château-du-Roux |                                        |                         | Peyrins                    | Drôme          | Rhône-Alpes                | Comprenais six paroisses, l'équivalent de quatre communes au XXIe siècle. |
| Ornacieux                 | Château d'Ornacieux                       |                                        |                         | Ornacieux                  | Isère          | Rhône-Alpes                | |
| Viriville                 | Château de Groslée                        |                                        |                         | Viriville                  | Isère          | Rhône-Alpes                | |
| Bressieux                 | Château de Bressieux                      |                                        |                         | Bressieux                  | Isère          | Rhône-Alpes                | |
| Saint-Geoirs              |                                           |                                        |                         | Saint-Geoirs               | Isère          | Rhône-Alpes                | |
| Le Grand-Lemps            | Château de Château-Vieux                  |                                        |                         | Le Grand-Lemps             | Isère          | Rhône-Alpes                | Cité en 1107 dans le partage du Sermorens. |
| Le Mottier-de-Bocsozel    | Château de Bocsozel                       |                                        |                         | Mottier                    | Isère          | Rhône-Alpes                | |
| Virieu                    | Château de Virieu                         |                                        |                         | Virieu                     | Isère          | Rhône-Alpes                | Cité en 1107 dans le partage du Sermorens. |
| Montferrat                | Château de Montferrat                     |                                        |                         | Montferrat                 | Isère          | Rhône-Alpes                | |
| Paladru                   |                                           |                                        |                         | Paladru                    | Isère          | Rhône-Alpes                | Cité en 1107 dans le partage du Sermorens. |
| Chirens                   | Château de Clermont                       |                                        |                         | Chirens                    | Isère          | Rhône-Alpes                | Cité en 1107 dans le partage du Sermorens. |
| Réaumont                  |                                           |                                        |                         | Réaumont                   | Isère          | Rhône-Alpes                | |
| Saint-Geoire-en-Valdaine  | Château de Saint-Geoire-en-Valdaine       |                                        |                         | Saint-Geoire-en-Valdaine   | Isère          | Rhône-Alpes                | |
| Les Échelles              |                                           |                                        |                         | Les Échelles               | Savoie         | Rhône-Alpes                | |
| Miribel-les-Échelles      |                                           |                                        |                         | Miribel-les-Échelles       | Isère          | Rhône-Alpes                | |
| Saint-Étienne-de-Crossey  |                                           |                                        |                         | Saint-Étienne-de-Crossey   | Isère          | Rhône-Alpes                | |
| Voreppe                   |                                           |                                        |                         | Voreppe                    | Isère          | Rhône-Alpes                | |
| Voiron                    |                                           |                                        |                         | Voiron                     | Isère          | Rhône-Alpes                | |
| Moirans                   |                                           |                                        |                         | Moirans                    | Isère          | Rhône-Alpes                | |
| Rives                     |                                           |                                        |                         | Rives                      | Isère          | Rhône-Alpes                | |
| Tullins                   | Château de Tullins                        |                                        |                         | Tullins                    | Isère          | Rhône-Alpes                | |
| Poliénas                  | Château de Poliénas                       |                                        |                         | Poliénas                   | Isère          | Rhône-Alpes                | |
| Serre-Nerpol              | Motte de Serre-Nerpol ou le Vieux-Château |                                        |                         | Serre-Nerpol               | Isère          | Rhône-Alpes                | |
| Chasselay                 |                                           |                                        |                         | Chasselay                  | Isère          | Rhône-Alpes                | |
| Allan                     | Château d'Allan                           |                                        |                         | Allan                      | Drôme          | Rhône-Alpes                | |
| Rochefort                 | Château de Rochefort-en-Valdaine          |                                        |                         | Rochefort-en-Valdaine      | Drôme          | Rhône-Alpes                | Le mandement est fondé en 1138. |
| Le Châtelard              | Château du Châtelard                      |                                        |                         | Portes-en-Valdaine         | Drôme          | Rhône-Alpes                | |
| Montlucet                 | Château de Montlucet                      |                                        |                         | Montjoyer                  | Drôme          | Rhône-Alpes                | |
| Roussas                   | Château de Roussas                        |                                        |                         | Roussas                    | Drôme          | Rhône-Alpes                | |
| Bagé                      |                                           | Bresse                                 |                         | Bâgé-le-Châtel             | Ain            | Rhône-Alpes                | De 1601 à 1789 il regroupait les paroisses de Bâgé-le-Châtel, Bâgé-la-Ville, Béreyziat. Boissey, Boz, Chassagne, Chavannes, Chevroux, Confrançon, Crottet, Dommartin, Feillens, L'Effondras, Gréziat, Luponnas, Manziat, Marsonnas, Mézériat, Ozan, Perrex, Replonges, Saint-André-de-Bâgé, Saint-Cyr-sur-Menlhon, Saint-Etienne-sur-Reyssouze, Saint-Genis-sur-Menthon, Saint-Jean-sur-Reyssouze, Saint-Laurent, Saint-Sulpice. |
| Bouligneux                | Château de Bouligneux                     | Bresse                                 |                         | Bouligneux                 | Ain            | Rhône-Alpes                | De 1601 à 1789 il regroupait les paroisses de Bouligneux, le Plantay. |
| Bourg                     |                                           | Bresse                                 |                         | Bourg-en-Bresse            | Ain            | Rhône-Alpes                | De 1601 à 1789 il regroupait les paroisses de Allignat, Bourg, Buellas, Chaveyriat, Crangeat, Fleyriat, Laleyriat, Lingeat, Longchamp, Montcet, Montracol, Montagnat, Montfalcon, Péronnas, Pollézet, Polliat, Servas, Sainl-André-le-Pannoux, Saint-Denis, Saint-Remy, Vacagnoles, Vandeins, Viriat. |
| Châtillon-les-Dombes      | Château de Châtillon-sur-Chalaronne       | Bresse                                 |                         | Châtillon-sur-Chalaronne   | Ain            | Rhône-Alpes                | En 1372, la châtellenie est la possession du comte de Savoie. De 1601 à 1789 le mandement regroupait les paroisses de : Athaneins (Baneins), Bereins, Chanoz-Châtenay, Châtillon, Clémencia, Dompierre, Fleurieux, Neuville-les-Dames, Romans, Saint-Georges-de-Renon, Sandrans, Saint-André-le-Bouchoux, Saint-Cyr. |
| Coligny                   |                                           | Bresse                                 |                         | Coligny                    | Ain            | Rhône-Alpes                | De 1601 à 1789 il regroupait les paroisses de Beaupont, Cessiat, Chevignat, Coligny, Collionaz, Courmangoux, La Courbatière, Poisoux, Roissiat, Saint-Jean-d'Etreux, Saint-Remy-du-Mont, Verjon et Villemolier. |
| Gourdans                  |                                           | Bresse                                 | Valbonne                | Saint-Maurice-de-Gourdans  | Ain            | Rhône-Alpes                | De 1601 à 1789 il regroupait les paroisses de Charnoz, Saint-Maurice et Gourdans. |
| Jasseron                  |                                           | Bresse                                 |                         | Jasseron                   | Ain            | Rhône-Alpes                | De 1601 à 1789 il regroupait les paroisses de Ceyzériat, Jasseron, Lyonnières, Meillonnas, Ramasse, Sanciat, Saint-Just. |
| Lange                     |                                           | Bresse                                 |                         |                            | Ain            | Rhône-Alpes                | De 1601 à 1789 il regroupait les paroisses de Lange et Étrez |
| Loyes                     |                                           | Bresse                                 |                         | Villieu-Loyes-Mollon       | Ain            | Rhône-Alpes                | De 1601 à 1789 il regroupait les paroisses de Crans, Loyes, Rignieux-le-Franc, Villette-de-Loyes, Villelte-de-Richemont. |
| Miribel                   |                                           | Dauphiné av. 1355 Bresse               | Valbonne                | Miribel                    | Ain            | Rhône-Alpes                | Depuis 1218 le mandement est tenu par les seigneurs de Beaujeu. La châtellenie de Miribel est au XIVe siècle frontalière du Dauphiné, auquel elle appartenait avant 1355. De 1601 à 1789 il regroupait les paroisses de Caluire, Miribel, Keyron, Rillieux, Sathonay, Thil et Tramoyes. |
| Montanay                  |                                           | Bresse                                 |                         | Montanay                   | Rhône          | Rhône-Alpes                | De 1601 à 1789 il regroupait les paroisses de Mionnay, Montanay et Romanèche. |
| Montdidier                |                                           | Bresse                                 |                         |                            | Ain            | Rhône-Alpes                | De 1601 à 1789 il regroupait les paroisses de Arromas, Burignat, Ceffiat, Chaleya, Chavagnat, Coiziat, Corveyssiat, L'Hôpital, Saint-Martin-de-Vaugrineuse, St-Maurice-d'Echazeau, Thoirette et Villette. |
| Montluel                  | Château de Montluel                       | Bresse                                 | Valbonne                | Montluel                   | Ain            | Auvergne-Rhône-Alpes       | Châtellenie de plaine s'étendant entre la vallée du Rhône et la Dombes, chef-lieu du bailliage de Valbonne, possession du seigneur de Beaujeu jusqu'au début du XIVe siècle, puis du Dauphin jusqu'en 1355 et enfin du comte de Savoie. De 1601 à 1789 il regroupait les paroisses de Balan, Béligneux, Beynost, La Boisse, Bressolles, Charnoz, Dagneux, Jailleux, Montluel, Niévroz, Pizay, Sainte-Croix et Saint-Maurice-de-Beynost. |
| Montrevel                 |                                           | Bresse                                 |                         | Montrevel-en-Bresse        | Ain            | Rhône-Alpes                | De 1601 à 1789 il regroupait les paroisses de L'Abbergement, Aisnes, Asnières, Bény, Cuet, Curtafond, Foissiat, Jayat, Malafretaz, Marboz, Montrevel, Pirajoux, Sullignat, Saint-Didier-d'Aussiat, Saint-Etienne-du-Bois et Saint-Martin-le-Châtel. |
| Pérouges                  |                                           | Bresse                                 | Valbonne                | Pérouges                   | Ain            | Rhône-Alpes                | De 1601 à 1789 il regroupait les paroisses de Faramans, Meximieux, Pérouges, Samans, Bourg-Saint-Christophe, Saint-Eloi, La Valbonne. |
| Pont-d'Ain                |                                           | Bresse                                 |                         | Pont-d'Ain                 | Ain            | Rhône-Alpes                | Au début du XIVe siècle, la maison de Boissey relève de la châtellenie. De 1601 à 1789 il regroupait les paroisses de Certines, Gravelles, Journans, Meyriat, Neuville-sur-Ain, Pont-d'Ain, Revonnas, Rignat, les Rippes, Saint-Martin du-Mont, Thol, Tossiat, Turgon. |
| Pont-de-Vaux              |                                           | Bresse                                 |                         | Pont-de-Vaux               | Ain            | Rhône-Alpes                | De 1601 à 1789 il regroupait les paroisses de Arbigny, Chavannes, Gorrevod, les Granges, Pont-de-Vaux, Sermoyer, Saint-Bénigne. |
| Pont-de-Veyle             |                                           | Bresse                                 |                         | Pont-de-Veyle              | Ain            | Rhône-Alpes                | De 1601 à 1789 il regroupait les paroisses de Bey, Bézemême, Biziat, Cormoranche, Cruzilles, Grièges, Laiz, Lingens, Mépillat, Pont-de-Veyle, Les Rebutins, Saint-André-d'Huiriat, Saint-Jean-des-Aventures, Saint-Julien-sur-Veyle et Vonnas. |
| Saint-Julien              |                                           | Bresse                                 |                         | Saint-Julien-sur-Reyssouze | Ain            | Rhône-Alpes                | De 1601 à 1789 il regroupait les paroisses de Mantenay, Montlin, Saint-Julien-sur-Reyssouze. |
| Saint-Paul-de-Varax       |                                           | Bresse                                 |                         | Saint-Paul-de-Varax        | Ain            | Rhône-Alpes                | De 1601 à 1789 il regroupait les paroisses de Les Blanchères, Charluat et Saint-Paul-de-Varax. |
| Saint-Trivier-de-Courtes  |                                           | Bresse                                 |                         | Saint-Trivier-de-Courtes   | Ain            | Rhône-Alpes                | De 1601 à 1789 il regroupait les paroisses de Busserolles, Chamandray, La Chapelle-Tècle, Cormoz, Courtes, Curciat, Domsure, Grandval, Grandvillars, Lescheroux, Servignat, Saint-Nizier-le-Bouchoux, Saint-Trivier, Tagisset, Vescours, Vernoux, Villeneuve. |
| Treffort                  |                                           | Bresse                                 |                         | Treffort-Cuisiat           | Ain            | Rhône-Alpes                | De 1601 à 1789 il regroupait les paroisses de Arnans, Corent, Cuisiat, Dhuis, Drom, Pressiat, Simandres, Treffort. |
| Varambon                  |                                           | Bresse                                 |                         | Varambon                   | Ain            | Rhône-Alpes                | De 1601 à 1789 il regroupait les paroisses de Bublanne, Druillat, les Feuillets, Mollon, Priay, Prins, La Tranclière et Varambon. |
| Villars                   |                                           | Bresse                                 |                         | Villars-les-Dombes         | Ain            | Rhône-Alpes                | De 1601 à 1789 il regroupait les paroisses de Birieu, Condeyssiat, Cordieux, Joyeux, Le Montellier, La Peyrouze, Saint-André-de-Corcy, Saint-Marcel, Saint-Nizier-le-Désert, Versailleux et Villars. |
| Villereversure            |                                           | Bresse                                 |                         | Villereversure             | Ain            | Rhône-Alpes                | De 1601 à 1789 il regroupait les paroisses de Bohas, Cize, Hautecourt, Romanèche-la-Montagne et Villereversure. |
| Matafelon                 |                                           | Bugey                                  |                         | Matafelon-Granges          | Ain            | Rhône-Alpes                | De 1601 à 1789 il regroupait les paroisses de Heyriat, Izernore, Matafelon, Samognat et Sonthonax. |
| Montréal                  |                                           | Bugey                                  |                         | Montréal-la-Cluse          | Ain            | Rhône-Alpes                | De 1601 à 1789 il regroupait les paroisses de Apremont, Arbent, Bélignat, Chevillard, Dortan, Geovreissiat, Giriat, Peyriat, Groissiat, Maillat, Martignal, Montréal, Mornay, Napt, Oyonnax, Saint-Martin-du-Frêne, Véziat et Volognat. |
| Nantua                    |                                           | Bugey                                  |                         | Nantua                     | Ain            | Rhône-Alpes                | De 1601 à 1789 il regroupait les paroisses de Belleydoux, Brénod, Champfromier, Charix, Echallon, Laleyriat, Montanges, Nantua, Neyrolles, Port, Saint-Germain-de-Joux. |
| Poncin                    |                                           | Bugey                                  |                         | Poncin                     | Ain            | Rhône-Alpes                | De 1601 à 1789 il regroupait les paroisses de La Balme-Sappel, Bolozon, Cerdon, Etables, Leyssard, Mirignat, Poncin, Saint-Alban. |
| Rossillon                 |                                           | Bugey                                  |                         | Rossillon                  | Ain            | Rhône-Alpes                | De 1601 à 1789 il regroupait les paroisses de Ambléon, Ameyzieu, Andert, Arbignieu, Armix, La Balme-de-Pierre-Châlel, Belley, Benonces, Béon et Luyrieux, Billieu, Bons, Bregnier, Brens, Briord, La Burbanche, Ceyzérieu, Chaley, Chanaz, Chazey et Rotonod, Chatonod, Chavornay, Chemillieu-de-Parves, Colomieu, Condon, Contrevoz, Conzieu, Cormaranche, La Couz, Cressieu, Cressin, Culoz, Cuzieu, Innimont, Escrivieu, Flaxieu, Gélignieu, Groslée, Hauteville, Hostiaz, Izieu, Lavours, Lompnas, Longecombe, Lhuis, Lompnes, Magnieu, Marchamp, Marignieu, Massignieu-de-Rives, Montagnieu, Nattages, Ordonnaz, Parves, Peyrieu, Pézieu, Pollieu, Premeyzel, Pugieu, Rossillon, Sellionas, Serrières, Saint-Benoît, Saint-Boys, Saint-Champ, Saint-Didier, Saint-Germain-les-Paroisses, Saint-Martin-de-Bavel, Talissieu, Virieu-le- Grand, Virignin, Vongnes, Yon et Cerveyrieu. |
| Saint-Germain-d'Ambérieu  | Château de Saint-Germain                  | Bugey                                  |                         | Ambérieu-en-Bugey          | Ain            | Rhône-Alpes                | Au début du XIVe siècle, la paroisse de Rémens, aujourd'hui Château-Gaillard, dépend de la châtellenie de Saint-Germain ; elle en sera détachée vers 1347, à la suite de l'édification du château de Château-Gaillard et de son érection en châtellenie et mandement autonomes. De 1601 à 1789 il regroupait les paroisses de Abbergement-de-Varey, les Allymes, Ambérieu, Ambronay, Château-Gaillard et Cormoz, Douvres, Jujurieu, Leyment, Saint-Denis, Saint-Germain-d'Ambérieu, Saint-Jean-le-Vieux, Saint-Maurice. |
| Saint-Rambert             |                                           | Bugey                                  |                         | Saint-Rambert-en-Bugey     | Ain            | Rhône-Alpes                | De 1601 à 1789 il regroupait les paroisses de Aranc et Rougemont, Arandaz, Argis, Champdor, Cleyzieu, Corcelles, Corlier, Evôges, Isenave, Lantenay, Montferrand, Nivollet, Oncieu, Saint-Jérôme, Saint-Rambert, Tenay, Vieu-d'Isenave. |
| Saint-Rambert             |                                           | Bugey                                  |                         |                            | Ain            | Rhône-Alpes                | De 1601 à 1789 il regroupait les paroisses de Ambutrix, Chazey-sur-Ain, Lagnieu, Loyettes, Rignieu-le-Désert, Soudon, Saint-Sorlin, Saint-Vulbas, Sainte-Julie, Vaux, Villebois. |
| Seyssel                   |                                           | Bugey                                  |                         | Seyssel                    | Ain            | Rhône-Alpes                | De 1601 à 1789 il regroupait les paroisses de Anglefort, Arloz, Billiat, Chanay, Châtillon et Ardon, Corbonod, Craz, Genissiat, L'Hôpital, Injoux, Longeray, Mentières, Musinens, Ochiaz, Rivière, Forens, Seyssel, Surjoux, Villes, Vouvray. |
| Valromey                  |                                           | Bugey                                  |                         |                            | Ain            | Rhône-Alpes                | De 1601 à 1789 il regroupait les paroisses de Grand-Abergement, Petit-Abergement, Belmont, Chandossin, Champagne, Charancin, Chemillieu et Poyzieu, Fitignieu, Hôtonnes, Lilignod, Lochieu, Lompnieu, Luthézieu, Maconod, Méraléaz, Passin, La Rivoire, Ruffieu, Songieu, Sothonod, Sutrieu, Vieu, Virieu-le-Petit. |
| Ambérieux                 | Château d'Ambérieux-en-Dombes             | Dombes                                 |                         | Ambérieux-en-Dombes        | Ain            | Rhône-Alpes                | La châtellenie regroupait les paroisses d'Ambérieux, Arcieux, Brevassin, Le Breuil, Fontanelle, Juys, Tartarin, La Micholière, Montberthoud, Monthieux, Le Rosey, San-Massonnière, Savigneux, la Serpolière, Saint-Olive. |
| Baneins                   |                                           | Dombes                                 |                         |                            | Ain            | Rhône-Alpes                | La châtellenie regroupait les paroisses de Dompierre, Montpopier. |
| Beauregard                |                                           | Dombes                                 |                         | Beauregard                 | Ain            | Rhône-Alpes                | La châtellenie regroupait les paroisses de Beauregard, Fareins, Fléchère, Frans, Gleteins, Guillermin, Jassans, Messimy, Mont-de-Mangue, Naipras, Perrat, Puy (mas du), Rue-Basse, Villette. |
| Chalamont                 |                                           | Dombes                                 |                         | Chalamont                  | Ain            | Rhône-Alpes                | La châtellenie regroupait les paroisses de Belvey, Biard, Chalamont, La Chapelle, Châtenay, La Chaussée, Colombier, Les Devises, Dompierre, La Fange, La Franchise, La Froidière, Lentet, Maison-Blanche, Grand-Marais, Mas-Bâton, Mas-Bletat, Mas-Boney, Mas-Boucher, Mas-Buclat, Mas-du-Four, Blas-Guillot, Mas-Gillet, Mas-Granger, Mas-Hugues, Mas-Massard, Mas-de-Saint-André, Montbernon, Montfavrey, Montfayol, Onsuères, Peliet, Ronzuel, Serpolière, Saint-Martin, Tournus, Volardières. |
| Le Châtelard              |                                           | Dombes                                 |                         | La Chapelle-du-Châtelard   | Ain            | Rhône-Alpes                | La châtellenie regroupait les paroisses de La Bassole, Beaumont, Les Bonnes, Bridon, Cerisier, La Chapelle, le Chapy, le Châtelard, Clerdan, Marlieux, Montblanc, Montrozat, Les Mures, Perin, La Suisse, Saint-Georges, Saint-Germain, La Ville, Villette. |
| Lent                      |                                           | Dombes                                 |                         | Lent                       | Ain            | Rhône-Alpes                | La châtellenie regroupait les paroisses de Chapelle-Saint-Pierre, Grand-Champ, Lent, Longris, Mas-du-Biolle, Mas-de-Châtillon, Mas-de-Layet, Monthugon, Servas. |
| Lignieux                  | Château de Lignieux                       | Dombes                                 |                         | Saint-Jean-de-Thurigneux   | Ain            | Rhône-Alpes                | La châtellenie regroupait les paroisses d'Herbages, Lignieu, Limandas, Rancé, Saint-Jean-de-Thurigneux. |
| Montmerle                 |                                           | Dombes                                 |                         | Montmerle-sur-Saône        | Ain            | Rhône-Alpes                | La châtellenie regroupait les paroisses de Amareins, La Bâtie, Betheneins, Cesseins, Le Calleton, Chaneins, Chaillouvres, Chavagneux, Francheleins, Genouilleux, Guerreins, Lurcy, Montceaux, Montmerle, Simandre, Sainte-Catherine, Tavernost, La Tour, Valeins. |
| Saint-Trivier             |                                           | Dombes                                 |                         | Saint-Trivier-sur-Moignans | Ain            | Rhône-Alpes                | La châtellenie regroupait les paroisses de Barbillon, Coralin, la Foux, Montagneux, Percieux, Romanans, Saint-Christophe, Saint-Trivier, le Trembley. |
| Thoissey                  | Château de Thoissey                       | Dombes                                 |                         | Thoissey                   | Ain            | Rhône-Alpes                | La châtellenie regroupait les paroisses de Les Avaneins, Offanans, Barbarel, Beaumont, Beseneins, la Botte, Bourchanin, Le Caillat, Challes, Champanel, Chazelles, Colonge, La Colonge, Combanet, Corcelles, Garnerans, Haut-Misériat, Illiat, Les Jouberts, Le Deau, Léonard, Lépiney, Les Ilars, Le Martelet, Mérèges, Mogneneins, Le Moine, Moment, Montezan, Montgoin, Pionneins, La Plate, la Poype, Port-Jean-Gras, Port-de-Thoissey, Saint-Alban, Saint-Blaise, Saint-Claude-de-Fleurieux, Saint-Didier, Saint-Etienne, Saint-Jean, Saint-Loup, Thoissey, Valenciennes, Vannans, Ville-Solier. En 1372, elle est la possession des sire de Beaujeu. |
| Trévoux                   |                                           | Dombes                                 |                         | Trévoux                    | Ain            | Rhône-Alpes                | La châtellenie regroupait les paroisses de Balmont, Fetan, Fourquevaux, Mâchard, Massieux, La Montluéde, Parcieux, Pouilleux, Reyrieux, Le Roquet, La Sidoine, Tanay, Toussieux, Trévoux. |
| Villeneuve                |                                           | Dombes                                 |                         | Villeneuve                 | Ain            | Rhône-Alpes                | La châtellenie regroupait les paroisses de Agnereins, Ars, Bierse, Bolas, Le Boujard, Chaleins, La Chapelle, Chavaleins, Cibeins, Fontaine, Fournieux, Gleteins, Graveins, Haute-Chanal, Mizérieux, Ouroux, Saint-Pierre, Sainte-Euphémie, Villeneuve, Villon, Yon. |
|                           |                                           | Pays de Gex                            | Gex                     |                            | Ain            | Rhône-Alpes                | En 1789, le Pays de Gex formait un bailliage composé de la vallée de Chézery et de 25 communautés : Cessy, Chalex, Chevry, Collex, Collonges, Crassy, Crozet, Divonne, Farges, Ferney, Gex, Grilly, Haire-la-Ville, Meyrin, Ornex, Peron, Pouilly, Pregny, Prevessin, Sacconnex, Souverny, Saint-Jean-de-Gonville, Thoiry, Verny et Versoix |
| Cordon                    | Château de Cordon                         | Bugey                                  |                         | Brégnier-Cordon            | Ain            | Rhône-Alpes                | |
| Château-Gaillard          |                                           | Bugey                                  |                         | Château-Gaillard           | Ain            | Rhône-Alpes                | Au début du XIVe siècle, la paroisse de Rémens, aujourd'hui Château-Gaillard, dépendait de la châtellenie de Saint-Germain. Elle en est détachée vers 1347 à la suite de l'édification du château de Château-Gaillard et son érection en châtellenie et mandement autonomes. |
| Lompnes                   |                                           | Bugey                                  |                         |                            | Ain            | Rhône-Alpes                | |
| Quirieu                   |                                           |                                        |                         |                            | Isére          | Rhône-Alpes                | Lors de l'enquête pontificale de 1339, Saint-Baudille-de-la-Tour en fait partie. |
| Saint-André-en-Revermont  |                                           |                                        |                         | Neuville-sur-Ain           | Ain            | Rhône-Alpes                | |
| Montaigu                  | Château de Montaigu                       | Duché de Bourgogne                     |                         | Mercurey                   | Saône-et-Loire | Bourgogne-Franche-Comté    | La châtellenie regroupait les paroisses de Germolles, etc. |
| Moras                     | Château de Moras                          | Dauphiné                               | Viennois Saint-Marcelin | Moras-en-Valloire          | Drôme          | Auvergne-Rhône-Alpes       | Vaste châtellenie de plaine au cœur du Viennois, appartenant aux Dauphins depuis le début du XIe siècle. |
| Queyras                   | Château-Queyras                           | Dauphiné                               | Briançonnais            | Château-Ville-Vieille      | Hautes-Alpes   | Provence-Alpes-Côte d'Azur | Châtellenie de haute montagne, relevant des Dauphins depuis le début du XIIIe siècle |
| Sallanches                | Château de Sallanches                     | Faucigny                               | Faucigny                | Sallanches                 | Haute-Savoie   | Auvergne-Rhône-Alpes       | Châtellenie de moyenne montagne, point de passage obligé de la vallée de l'Arve comprenant la ville la plus peuplée du Faucigny, ayant appartenu successivement aux mouvances savoyarde, puis delphinale, avant de devenir définitivement savoyarde en 1355. |
| Montjoie                  |                                           |                                        |                         |                            |                |                            | |
| Vals                      | Château de Vals                           | Dauphiné                               |                         | Saint-Uze                  | Drôme          | Auvergne-Rhône-Alpes       | Pierre de Crest en est le châtelain de 1321 à 1323 |
| La Motte-de-Galaure       |                                           |                                        |                         | La Motte-de-Galaure        | Drôme          | Auvergne-Rhône-Alpes       | Pierre de Crest en est le châtelain de 1321 à 1323 |
| Serves                    | Château de Serves                         | Dauphiné                               |                         | Serves-sur-Rhône           | Drôme          | Auvergne-Rhône-Alpes       | Pierre de Crest en est le châtelain de 1321 à 1323 |
| La Valpute (Uallis Putis) |                                           | Dauphiné                               | Briançonnais            |                            |                |                            | |
| Charousse                 | Château de Charousse                      | comté de Genève comté de Savoie (1401) |                         | Passy                      | Haute-Savoie   | Auvergne-Rhône-Alpes       | |
| Fallavier                 | Château de Fallavier                      | Viennois savoyard                      |                         | Saint-Quentin-Fallavier    | Isère          | Auvergne-Rhône-Alpes       | |
| Albon                     | Château d'Albon                           |                                        |                         | Albon                      | Drôme          | Auvergne-Rhône-Alpes       | Elle s'étendait sur les communes d'Albon, d'Andancette, d'Anneyron et de Saint-Rambert-d'Albon. |